# О’Брайен, Шарль
Чарльз О’Брайен, 6-й виконт Клэр, 9-й граф Томонд (Шарль О’Брайен де Клэр де Томон, наиболее известный, как маршал Томон; англ. Charles O'Brien, 6th Viscount Clare, 8th Earl of Thomond, фр. Charles O’Brien de Clare de Thomond; 17 марта 1699, Сен-Жермен-ан-Ле — 9 сентября 1761, Монпелье) — французский военачальник ирландского происхождения, маршал Франции (1757).  

## Биография
Родился в 1699 году в Сен-Жермен-ан-Ле в семье эмигранта-католика, покинувшего Ирландию после битвы на реке Бойн,  потомка средневековых королей Томонда. Племянник герцога Бервика (1670—1734), маршала Франции (1706) также эмигранта. 
Когда Шарль был молод, его двоюродный брат, протестант 8-й граф Томонд, не имевший прямого наследника, предложил ему вернуться в Ирландию, приняв протестантизм, но тот отказался. Вместо этого он предпочёл остаться во Франции. В 1718 году, в ходе Войны четверного альянса (1718—1720), Шарль О’Брайен в качестве полковника и полкового командира сражался против испанцев в рядах армии своего дяди, маршала Бервика (осада Сан-Себастьяна, Урхеля и др.). 
Во время Войны за польское наследство (1733—1735) служил в Рейнской армии, принимал участие в осаде Келя, а затем — в осаде Филиппсбурга. Под Филиппсбургом герцог Бервик был убит вражеским ядром, а его племянник Шарль О’Брайен, стоявший с ним рядом, был ранен. 
В 1738 году был повышен до лагерного маршала (генеральский чин).
В ходе Войны за австрийское наследство (1740—1748) сперва участвовал в боевых действиях поблизости от Линца (1742), а в следующем году служил в Рейнской армии под командованием маршала Ноая и отличился храбростью в битве при Деттингене. 
В 1744 году был повышен до генерал-лейтенанта. Начиная с того же года служил во Фландрии под началом Морица Саксонского. Участвовал в осаде Фурне, был ранен в битве при Фонтенуа (1745), и второй раз — при осаде Турне несколько дней спустя. Затем участвовал в битве при Року (1746) и в осаде Маастрихта (1748). 
После окончания войны был назначен сперва генерал-лейтенантом Нормандии, а затем — губернатором Нёф-Бризака. В 1757 году О’Брайен получил звание маршала Франции. В том же году был назначен главнокомандующим в Лангедоке (с резиденцией в Монпелье).
С 1755 года был женат на Марии-Женевьеве-Луизе Готье де Шиффревиль, единственной дочери генерал-лейтенанта маркиза де Шиффревиля. В этом браке родилась единственная дочь.
Скончался Шарль О’Брайен в 1761 году в Монпелье и был похоронен в том же городе.